# Achille Farines
Achille Farines (Ribesaltes, 16 de febrer del 1825 - Le Havre, 3 de maig del 1883) va ser un empresari i polític rossellonès, senador per un breu període i alcalde de Ribesaltes durant cinc anys.

## Biografia
Era propietari i comerciant (en un document del 1852 i al butlletí de la SASL del 1867 se l'esmenta com a negociant a Ribesaltes). En 1858, juntament amb Prosper Auriol, Lazare Escarguel, Jean Laffon, Pierre Lefranc, Paul Massot i Paulin Testory van rellançar el diari L'Indépendant.
Va ser alcalde de Ribesaltes entre el 1870 i el 2 de febrer del 1871, i ho tornà a ser entre el 1878 i el 1882. Al 8 de gener del 1882 (encara alcalde i vicepresident del Consell General dels Pirineus Orientals), va ser escollit senador pels Pirineus Orientals amb un programa radical; el resultat de la votació, però, fou contestat i calgué cridar novament a les urnes els votants que el 26 de febrer revalidaren l'elecció. L'evolució dels negocis d'en Farines, però, li feu abandonar la Cambra Alta prematurament: hi renuncià el 15 de maig del mateix any i el reemplaçà Lazare Escarguel.